# Audi Q7
Az Audi Q7 a márka első SUV (Sport Utility Vehicle) típusú autója, mely megkapta az Audi egyenarculatát a     „Singleframe” nevű hűtőrácsot. Az autó formatervezője Satoshi Wada.

## Motorok
- 3.6 literes FSI VR6-os benzinmotor két felülfekvő vezérmű tengellyel, melynél DOHC szelepvezérlést használnak.
- 4.2 literes FSI V8-as benzinmotor hengerenként 4 szelep, két felülfekvő vezérműtengely, DOHC szelepvezérlés.
- 3.0 literes TDI „clean diesel”, V6-os dízelmotor turbófeltöltővel és Common Rail befecskendezéssel.
- 3.0 literes TDI, V6-os dízelmotor turbófeltöltővel és második generációs közvetlen befecskendezéses technológiával.
- 4.2 literes TDI, V8-as dízelmotor dupla turbófeltöltővel   közös nyomócsöves rendszerrel, 340Le 750Nm.
- 6.0 literes V12-es turbófeltöltéses dízelmotor (a legerősebb dízelmotor az autóipar történelmében és az első V12-es dízelmotor).

## Modellek
- Az első modellt 2006-tól gyártja az Audi.
- A második modellt 2008-tól. A két variáns között nincs sok különbség csupán a lökhárító változott valamelyest és alakítottak a „Singleframe”hűtőrácson.

## Konkurens modellek
- Porsche Cayenne
- VW Touareg
- Mercedes ML
- BMW X5 és X6
- Land Rover Range Rover
- Caddilac CTS